# Canção de trabalho

Canção de trabalho, ou canto de trabalho, é tipicamente uma canção rítmica a cappella cantada por pessoas enquanto trabalham numa tarefa muitas vezes repetitiva. Uma música de trabalho é uma peça de música intimamente ligada a uma forma de trabalho, seja cantada durante a realização de uma tarefa (geralmente para coordenar o tempo) ou uma música ligada a uma tarefa que pode ser uma narrativa, descrição ou canção de protesto conectada.

## Definições e categorias
Os registros das canções de trabalho são tão antigos quanto os registros históricos, e evidências antropológicas sugerem que a maioria das sociedades agrárias tende a tê-las. A maioria dos comentaristas modernos sobre canções de trabalho incluiu as duas canções cantadas enquanto trabalhavam, bem como músicas sobre o trabalho, uma vez que as duas categorias são vistas como interconectadas. Norm Cohen dividia canções de trabalho coletadas em canções domésticas, agrícolas ou pastorais, cantos de trabalho afro-americanos, canções e cantos de direção e gritos de rua. Ted Gioia dividiu ainda canções agrícolas e pastorais em canções de caça, cultivo e pastoreio, e destacou as canções industriais ou proto-industriais do trabalhadores de tecidos (veja canção de calafetagem), operários, marinheiros, lenhadores, cowboys e mineiros. Ele também adicionou canções prisioneiro canções e canções de trabalho moderno.
Na década de 70, o diretor Leon Hirszman produziu uma trilogia de documentários em curta-metragem registrando cantos de trabalho na área rural, mostrando como essas canções sobrevivem. O escritor Ferreira Gullar, que narra um dos documentários, diz: “Os cantos de trabalho são talvez as primeiras canções criadas pelo homem. A sua origem se perde na distância do tempo. Essas remotas cantigas nasceram do trabalho coletivo, da solidariedade de pessoas que se juntaram em grupo para executar uma tarefa comum. E especialmente a primeira e primordial tarefa do homem: lavrar a terra e cultivar os seus frutos.”